# Vanceboro (Carolina del Norte)
Vanceboro es un pueblo ubicado en el condado de Craven en el estado estadounidense de Carolina del Norte. La localidad en el año 2000, tenía una población de 898 habitantes en una superficie de 4.5 km², con una densidad poblacional de 201.2 personas por km².

## Geografía
Vanceboro se encuentra ubicado en las coordenadas 35°3′50″N 77°4′39″O / 35.06389, -77.07750. Según la Oficina del Censo, la localidad tiene un área total de 4,5 km² (1,7 mi²), de la cual 4,5 km² (1,7 mi²) es tierra y 0 km² (0 mi²) (0.0%) es agua.

### Localidades adyacentes
El siguiente diagrama muestra a las localidades en un radio de 28 kilómetros (17,4 mi) de Vanceboro.